# Orís
Orís település Spanyolországban, Barcelona tartományban. Lakosainak száma 350 fő (2024).

## Földrajza
Orís Sant Quirze de Besora, Sant Pere de Torelló, Sant Vicenç de Torelló, Torelló, Les Masies de Voltregà, Sobremunt, Sant Boi de Lluçanès és Sora községekkel határos.

## Népesség
A település lakosságának változását az alábbi diagram mutatja:
| Lakosok száma | 334  | 501  | 623  | 758  | 225  | 252  | 284  | 303  | 315  | 350  |
|               | 1717 | 1887 | 1936 | 1960 | 1986 | 2004 | 2009 | 2014 | 2019 | 2024 |